# Anhua
Anhua  (en chino, 安化; pinyin, Ān·Huà (escuchar)ⓘ) es un condado  bajo la administración directa de la Prefectura Yiyang en la Provincia de Hunan, República Popular China.  Su área es de 4945 km² y su población total para 2010 superó los 900 mil habitantes. 

## Administración
Desde marzo de 2024, el  Condado Anhua  se divide en 23 pueblos que se administran en 19  poblados y 4  villas.

## Toponimia
El topónimo Anhua [/an-Juá/] se compone de los sinogramas An (tranquilidad) y Hua (transformar).
En el año 1072 durante la dinastía Song del Norte, los "bárbaros de Meishan" fueron pacificados y el condado de Anhua se estableció, recibió su nombre de la frase "tranquilidad para el pueblo transformado por la virtud (民安德化 Mín Ān dé huà).